# Norsk Døvemuseum
Norsk Døvemuseum er et nationalt museum for døves og hørehæmmedes kultur, sprog og historie. Museet ligger i Rødbygget i Bispegata 9b i Trondheim. Bygningen stod færdig i 1855 og blev tegnet af Christian H. Grosch. Her holdt Norges ældste specialskole, Trondheim offentlige skole for døve, til frem til 1991. Rødbygget er et kendemærke for hørehæmmede i hele Norge.
Døvemuseets historie startet i 1992 med den private stiftelse Norsk Døvehistorisk museum. En gruppe privatpersoner opbyggede en genstands- og fotosamling, som hovedsageligt var knyttet til døveskolehistorien i Trondheim. I 2002 blev samlingen overtaget af Trøndelag Folkemuseum. Den 28. marts 2009 blev Norsk Døvemuseum genåbnet i ombyggede lokaler med en ny udstilling. Museets mål er at skabe accept og forståelse for "anderledeshed". Døvhed bruges som et eksempel i arbejdet mod dette mål.
Norsk Døvemuseum er en enhed under Sverresborg Trøndelag Folkemuseum, Museerne i Sør-Trøndelag AS (MiST).